# Richard Florida
Richard Florida (født 1957 i Newark, New Jersey) er en amerikansk professor af italiensk afstamning. Han er i dag bosat i Toronto i Canada og Washington D.C. i USA. Han er ophavsmanden til begrebet den kreative klasse.
Richard Florida har han været professor ved Rotman School of Management ved University of Toronto siden 2007. Han forsvarede sin doktorgrad ved Columbia University i 1986. Efter han var færdig med doktorgraden blev han tilknyttet Heinz School of Public Policy ved Carnegie Mellon University frem til 2005. Han var derefter et par år ved George Mason University's School of Public Policy.
Floridas fagområder er økonomi, statsvidenskab, geografi, sociologi og socialvidenskad med specielt fokus på byplanlægning.
Han er en storsælgende forfatter samt rådgiver for såvel byer som virksomheder over hele jorden, som for eksempel som IBM, BMW, Apple og Microsoft. Hans opsigtsvækkende teorier om byers kreative klima samt den effekt, de har på stedets næringsudvikling, har forårsaget en verdensomspændende debat om urbanisme og værdiskabning.